# Atimiola guttulata
Atimiola guttulata là một loài bọ cánh cứng trong họ Cerambycidae.